# Premiile Academiei Române pentru anul 2022
Premiile Academiei Române pentru anul 2022 au fost acordate în 4 decembrie 2024, în Aula Academiei Române.
Sunt indicate obiectul acordării premiului, cel mai adesea o lucrare, autorul acesteia și țara de reședință a autorului. În cazul în care nu este indicată țara, autorul este din România.

## Filologie și literatură

### Premiul „Timotei Cipariu“
- Nicolaus Olahus: Opere, vol. I-II - Florentina Nicolae, Maria Capoianu, Dorin Garofeanu, Laura-Eveline Bădescu, Ioana Costa, Ioan-Aurel Pop

### Premiul „Bogdan Petriceicu Hasdeu“
- Graiuri românești din Banatul sârbesc. Studiu lingvistic. Texte dialectale. Glosar - Maria Marin, Viviana-Monica Fătu Ilie, Mara-Iuliana Manta, Carmen-Ioana Radu, Daniela Răuțu, Dana-Mihaela Zamfir

### Premiul „Ion Creangă“
- Abraxas - Bogdan-Alexandru Stănescu

### Premiul „Titu Maiorescu“
- Dicționarul romanului central-european din secolul XX - Adriana Babeți

### Premiul „Lucian Blaga“
- Charles Baudelaire: Opere, vol. I-II, ediție bilingvă - Simona-Mihaela Modreanu

### Premiul „Mihai Eminescu“
- Lumea ta/Carnea mea/Oasele noastre - Andrei Novac
- La locul meu - Gellu Dorian

### Premiul „Ion Luca Caragiale“
- Undeva, Cândva sau Youthopia - Alexandra Grigorescu-Ares

## Științe istorice și arheologie

### Premiul „Vasile Pârvan“
- At the Borders of the Great Steppe. Late Iron Age Hillforts between the Eastern Carpathians and Prut (5th-3rd centuries BC) - Emil-Alexandru Berzovan

### Premiul „Dimitrie Onciul“
- Necropolele preistorice de la Brăilița, în zona Dunării de jos. O nouă abordare - Valeriu Sîrbu, Francisc-Cristian Schuster

### Premiul „George Barițiu“
- Andrei Oțetea. Un spirit al Sorbonei în România secolului XX - Marian-Ionuț Hariuc

### Premiul „Nicolae Iorga“
- Church Archaeology in Transylvania (ca.950 to ca.1450) - Daniela-Veronica Marcu-Istrate

### Premiul „Nicolae Bălcescu“
- Émigrer en terre valaque. Estimation quantitative et qualitative d’une mobilité géographique de longue durée - Lidia Cotovanu

### Premiul „A.D. Xenopol“
- Populațiile turanice din spațiul est-carpatic în secolele X-XIV - Ion Ursu

### Premiul „Mihail Kogălniceanu“
- Revoluția Greacă de la 1821 pe teritoriul Moldovei și Țării Românești - Tudor-Augustin-Valeriu Dinu

### Premiul „Eudoxiu Hurmuzaki“
- Memoria Bihorului. Dimensiuni cotidiene - Gabriel-Florin Moisa, Cristian Culiciu

## Științe matematice

### Premiul „Simion Stoilow“
- Abstract strongly convergent variants of the proximal point algorithm - Andrei-Valentin Sipoș

### Premiul „Gheorghe Țițeica“
- Special Hermitian metrics on Oeljeklaus-Toma manifolds - Alexandra-Iulia Otiman

### Premiul „Gheorghe Lazăr“
- Contribuții la studiul grupurilor finite - Marius Tărnăuceanu

### Premiul „Grigore C. Moisil“
Premiul nu a fost acordat.

### Premiul „Spiru Haret“
Premiul nu a fost acordat.

### Premiul „Dimitrie Pompeiu“
Premiul nu a fost acordat.

### Premiul „Petre Sergescu“
Premiul nu a fost acordat.

## Științe fizice

### Premiul „Constantin Miculescu“
- Sensori luminescenți de temperatură cu ioni de pământuri rare - Cristina-Petruța Gheorghe

### Premiul „Dragomir Hurmuzescu“
- Materiale sustenabile – obținere, funcționalități, aplicații - Petre Bădică

### Premiul „Ștefan Procopiu“
- Contribuții la teoria informației cuantice - Ștefan Ataman

### Premiul „Horia Hulubei“
Premiul nu a fost acordat.

### Premiul „Radu Grigorovici“
- Contribuții aduse în domeniul filmelor subțiri de oxid de zinc prin metodă cu plasmă, pentru aplicații - Magdalena-Gabriela Nistor
- Nanofibre pentru actuație și senzoristică - Mihaela Beregoi

## Științe chimice

### Premiul „Costin D. Nenițescu“
Premiul nu a fost acordat.

### Premiul „I. G. Murgulescu“
- Descompunerea micropoluanților din medii apoase folosind enzime imobilizate pe suporturi polimerice - Ludmila Aricov, Anca-Ruxandra Leontieș

### Premiul „Gheorghe Spacu“
- Perechi de enantiomeri ai unor complecși de cupru(II) cu baze Schiff derivate de la metionină: rolul grupărilor organice în împachetarea cristalină și în activitatea biologică - Cristian-Dumitru Ene

### Premiul „Nicolae Teclu“
- Pigmenți de hibonit dopați cu nichel și lantan cu proprietăți termoreflexive - Robert-Gabriel Ianoș, Cristiana-Iulia Rus, Radu-Ioan Lazău, Cornelia-Silvia Păcurariu

### Premiul „Cristofor I. Simionescu“
- Materiale compozite conținând fosfor și/sau azot pentru aplicații de înaltă performanță - Diana Serbezeanu
- Arhitecturi multifuncționale pe bază de polielectroliți, cu potențiale aplicații biomedicale și pentru protecția mediului - Marius-Mihai Zaharia

## Științe biologice

### Premiul „Emil Racoviță“
- Suită de 41 lucrări științifice, 11 capitole de carte și 3 brevete (2016-2022) în domeniul metodelor de analiză (multiparametrică) pentru investigarea dinamicii celulare și pentru detecția rapidă a microorganismelor patogene - Alina-Mihaela Vasilescu, Mihai-Sorin David

### Premiul „Grigore Antipa“
Premiul nu a fost acordat.

### Premiul „Nicolae Simionescu“
- Suită de 24 lucrări științifice (2009-2022) privind rolul și implicarea veziculelor extracelulare în patologia cardiovasculară - Nicoleta Alexandru-Moise, Alina Constantin, Andreea-Miruna Nemecz

### Premiul „Emanoil Teodorescu“
- Suită de 9 lucrări științifice, o carte și 3 capitole de carte (2018-2022), referitoare la bioactivitatea extractelor și a nanoformulărilor obținute din licofite și ferigi native cu unele aplicații în evaluarea riscului de mediu - Liliana Cristina Soare

## Științe geonomice

### Premiul „Grigore Cobălcescu“
Premiul nu a fost acordat.

### Premiul „Ludovic Mrazec“
Premiul nu a fost acordat.

### Premiul „Gheorghe Munteanu-Murgoci“
- A multiproxy reconstruction of the Late Pleistocene-Holocene paleoenvironment: New insights from the NW Black Sea - Gabriel Ion, Andrei Briceag, Dan-Lucian Vasiliu, Naliana Lupașcu, Mihaela Melinte-Dobrinescu

### Premiul „Ștefan Hepites“
- Chemical mohometry: Assessing crustal thickness of ancient orogens using geochemical and isotopic datas - Peter-István Luffi, Mihai N. Ducea

### Premiul „Simion Mehedinți“
- Dezvoltarea inteligentă a ariilor profund dezavantajate din România - George Secăreanu

## Științe tehnice

### Premiul „Aurel Vlaicu“
Premiul nu a fost acordat.

### Premiul „Traian Vuia“
- Progrese în eficiența sistemelor de propulsie pentru vehicule/ Progress in vehicle propulsion systems efficiency - Nicolae-Vlad Burnete, Florin-Emil Măriașiu, Christopher Depcik, István Barabás, Dan Moldovanu

### Premiul „Henri Coandă“
Premiul nu a fost acordat.

### Premiul „Constantin Budeanu“
- Procese tranzitorii în mașinile electrice rotative clasice, vol. I - Mircea M. Rădulescu

### Premiul „Anghel Saligny“
Premiul nu a fost acordat.

### Premiul „Petre Sergescu“ (Istoria științelor și tehnicii)
- Eseu despre modelul onto-informațional-fenomenologic propus de Mihai Drăgănescu. Arhitectura sa și caracteristicile principale - Gorun Manolescu

## Științe agricole și silvice

### Premiul „Ion Ionescu de la Brad“
- Improve the Constructive Design of a Furrow Diking Rotor Aimed at Increasing Water Consumption Efficiency in Sunflower Farming Systems - Florin Nenciu, Remus-Marius Oprescu, Sorin-Ștefan Biriș

### Premiul „Traian Săvulescu“
- Recent Advances in the Antiproliferative and Proapoptotic Activity of Various Plant Extracts and Constituents against Murine Malignant Melanoma - Daria-Antonia Dumitraș, Sanda-Maria Andrei

### Premiul „Gheorghe Ionescu-Șișești“
- Current Status and Future Prospective for Nitrogen Use Efficiency in Wheat (Triticum aestivum L.) - Anamaria Mălinaș, Mirela-Roxana Vidican, Ioan Rotar, Cristian-Dumitru Mălinaș, Cristina Maria Moldovan, Marian Proorocu

### Premiul „Marin Drăcea“
- Corytrucha Arcuata (SAY, 1832) (Hemiptera, Tingudae) – o nouă specie de insectă invazivă cu potențial ridicat de vătămare în pădurile de stejar din România și Europa - Dumitru-Flavius Bălăcenoiu

## Științe medicale

### Premiul „Iuliu Hațieganu“
- Repercusiuni miocardice și coronariene în boli cronice, ediția a II-a, revăzută și adăugită - Nicolae Baltă, Liliana-Ana Tuță, Corin Badiu, Elisabeta Bădilă, Florin Mihălțan, Fior-Dafin Mureșan, Dan Dumitrașcu

### Premiul „Daniel Danielopolu“
- Sindromul de malabsorbție - Ana-Maria Orban-Șchiopu

### Premiul „Gheorghe Marinescu“
Premiul nu a fost acordat.

### Premiul „Victor Babeș“
- What is New in Gastroenterology and Hepatology - Ioan Sporea, Simona-Alina Popescu

### Premiul „Constantin I. Parhon“
- Ultrasonografia clinică a abdomenului. O abordare complexă, centrată pe explorarea armonică cu contrast - Ion-Radu Badea, Elena-Iulia-Simona Ioanițescu, Mihai-Adrian Socaciu

### Premiul „Ștefan S. Nicolau“
Premiul nu a fost acordat.

## Științe economice, juridice și sociologie

### Științe economice

#### Premiul „Petre S. Aurelian“
- Stakeholder Management and Social Responsability. Concepts, Approaches and Tools in the COVID context - Ovidiu Nicolescu, Ciprian Nicolescu

#### Premiul „Virgil Madgearu“
- Transfer Pricing in Manufacturing. An Analysis of the OECD Guidelines - Ioana Ignat, Liliana Ionescu-Feleagă

#### Premiul „Victor Slăvescu“
Premiul nu a fost acordat.

#### Premiul „Nicolas Georgescu Roegen“
Premiul nu a fost acordat.

### Sociologie

#### Premiul „Dimitrie Gusti“
- Ia – ADN-ul civilizației montane românești - Vasile Avădănei, Lidia Avădănei

#### Premiul „Henri H. Stahl“
- Curțile bucureștene. Potențialul ascuns al morfologiei urbane - Andreea Boldojar
- 1985-1987 – Calea Văcărești, Cartierul Evreiesc și alte locuri uitate. Aduceri aminte - Cristian-Marian Popescu

### Științe juridice

#### Premiul „Nicolae Titulescu“
- Vers un droit de l’âme et des bioénergies du vivant - Cristina-Elena Popa (Tache)

#### Premiul „Simion Bărnuțiu“
- Regimul Juridic al Băncii Naționale a României de la înființare până în prezent - Dorel-Adrian Dumitrescu-Pasecinic

#### Premiul „Andrei Rădulescu“
- Teoria recursului în casație - Marian Nicolae

## Filosofie, teologie, psihologie și pedagogie

### Premiul „Constantin Rădulescu-Motru“
- Cine sunt eu? Autenticitatea și limitele sale morale - Daniel-Răzvan Nica

### Premiul „Mircea Florian“
- Mic compendiu de epistemologie românească, Partea I - Marius-Augustin Drăghici, Oana-Anamaria Vasilescu

### Premiul „Ion Petrovici“
- Spectacolul filosofiei: Cum citim Scrisorile lui Seneca? - Daniela-Rodica Jalobeanu

### Premiul „Vasile Conta“
- Școala viitorului sau viitorul școlii? Perspective asupra educației postpandemice - Emil Păun
- Noua Europă, vol. II: O istorie politică a (re)unificării europene - Iordan-Gheorghe Bărbulescu

### Premiul „Dumitru Stăniloae“
- Noul Testament. Ediție bilingvă publicată la inițiativa Sfintei Mânăstiri a Vatopedului și a Părintelui Stareț Efrem - Constantin Coman, Alexandru Mihăilă, Ionel-Sabin Preda, Octavian-Gheorghe Gordon
- Tendances et directions dans les recherches actuelles des théologiens orthodoxes roumains de la diaspora - Ciprian Costin Apintiliesei, Constantin Pogor

## Arte, arhitectură și audiovizual

### Creație muzicală

#### Premiul „George Enescu“
- Espaces VIII - Alexandru-Ștefan Murariu

### Muzicologie

#### Premiul „Ciprian Porumbescu“
- Muzică și ideologii în secolul 20 - Florinela Popa

### Istoria artei

#### Premiul „George Oprescu“
- Brâncuși, la chose vraie - Doina Lemny
- Centrul artistic Brașov de la origini până în contemporaneitate. Artele plastice (sec. XV-XX) - Radu Popica

### Artă plastică

#### Premiul „Ion Andreescu“
- Expoziția: Călătorie spre centrul ființei. Ecourile arhetipului (Muzeul Național de Artă al României) - Tudor Zbârnea

### Etnografie și folclor
Premiul nu a fost acordat.

### Creație arhitectonică
Premiul nu a fost acordat.

### Artele spectacolului
Premiul nu a fost acordat.

## Știința și tehnologia informației

### Premiul „Grigore Moisil“
Premiul nu a fost acordat

### Premiul „Mihai Drăgănescu“
- Grupul de 3 lucrări: Modele fotorealiste fizice pentru reconstrucția și sinteza tridimensională cu acuratețe a persoanelor („Photorealistic and Physical Models for Accurate 3D Human Perception and Synthesis”):
  - Photorealistic Monocular 3D Reconstruction of Humans Wearing Clothing, CVPR 2022 - Cristian Sminchișescu
  - Trajectory Optimization for Physics-Based Reconstruction of 3d Human Pose from Monocular Video, CVPR 2022 - Cristian Sminchișescu
  - Differentiable Dynamics for Articulated 3D Human Motion Reconstruction, CVPR 2022 - Cristian Sminchișescu

### Premiul „Tudor Tănăsescu“
Premiul nu a fost acordat.

### Premiul „Gheorghe Cartianu“
- Should platforms be allowed to sell on their own marketplaces? - Andrei Hagiu
- Grupul de lucrări: Îmbunătățirea performanțelor comunicației în Centrele de Date:
  - Method for transferring information across a data center network - Costin Raiciu
  - FlexOS: towards flexible OS isolation - Costin Raiciu
  - An edge-queued datagram service for all data center traffic - Costin Raiciu

## Diplome de merit
- Diploma „Meritul Academic”: Dr. Alex Mihai Stoenescu, pentru activitatea în domeniul istoriei
- Diploma „Distincția Culturală”: Prof. Moshe Groper, pentru activitatea în domeniul activităților culturale, educative și de

integrare a comunităților etnice.